# Radioinmunoensayo
El radioinmunoensayo o radioinmunoanálisis (RIA por sus siglas 
RadioImmunoAssay en inglés) es un tipo de inmunoensayo o método radioinmunométrico que se basa en la formación específica de los complejos antígeno-anticuerpo (Ag-Ac) lo que le dota de una gran especificidad unido a la sensibilidad de los métodos radiológicos (Isótopos radiactivos). La técnica ha sido prácticamente reemplazada por el método ELISA el cual mide la unión Ag-Ac mediante colorimetrías en lugar de radiometrías.
Casi todas las moléculas pueden ser antigénicas y esto se usa para que los anticuerpos puedan unirse a esa molécula y marcarla radiactivamente. Una buena manera de provocar que una molécula sea antigénica está basada en que un hapteno combinado con un coadyuvante da respuesta inmune. Un coadyuvante muy usado es la albúmina de suero bovino o BSA, por lo que al conjugar un hapteno con BSA e introducirlo en otra especie aparecerán anticuerpos contra el hapteno.
Es una técnica que nace en los años 60-70, propiciando un gran avance de la endocrinología. Es una técnica muy sensible, mide pequeñas cantidades de sangre.

## Radioinmunoensayos

### RIA directo
El RIA se basa en la competencia existente entre el anticuerpo, un antígeno no marcado y una cantidad conocida del antígeno marcado para formar los complejos AgAc o Ag*Ac. Con estos tres componentes (Ag, Ag* y Ac) puede realizarse el ensayo en el que manteniendo constante la cantidad de Ag* y Ac se observará que a mayor cantidad de Ag menos Ag* queda unido a la cantidad fija de Ac (y por tanto menos radiactividad), lo que permitirá relacionar la radiactividad con la concentración de Ag.
1. Se obtienen anticuerpos específicos, para ello se inyectan en un animal pequeñas cantidades en varias dosis del antígeno muy purificado. El animal generará anticuerpos que podrán ser recogidos del plasma sanguíneo.
2. Se marca el antígeno radiactivamente. El antígeno marcado debe seguir siendo reconocible por el anticuerpo.
3. Se añaden Ac a una placa de titulación y quedan unidos al soporte sólido, tras lo que se agrega el Ag* en cantidad conocida y el Ag de la muestra problema.
4. Se elimina el antígeno no unido por decantación y lavado, y se determina la cantidad de marcaje unido.
5. Se interpola el valor obtenido en la recta de calibración que debe haberse realizado con anterioridad.

|        | Antisuero | Ag* | Ag    | Suero normal |
| ------ | --------- | --- | ----- | ------------ |
| Tubo 1 | 1mL       | 1mL | 0mL   | 1mL          |
| Tubo 2 | 1mL       | 1mL | 0,1mL | 0,9mL        |
| Tubo 3 | 1mL       | 1mL | 0,2mL | 0,8mL        |
| Tubo 4 | 1mL       | 1mL | 0,3mL | 0,7mL        |
| Tubo 5 | 1mL       | 1mL | 0,4mL | 0,6mL        |
| Tubo 6 | 1mL       | 1mL | 0,5mL | 0,5mL        |
| …      | …         | …   | …     | …            |

Para la realización del calibrado se dispone de varios tubos en los que se añaden una cantidad fija de Ac y de Ag* y una cantidad variable de Ag a la que se añade suero normal para enrasar al mismo volumen. Así obtendríamos una tabla como la adjunta.
En el tubo 1 Ac no se une a Ag. En el tubo 2 la mayoría se une a Ag*, la competencia se va desplazando poco a poco a Ag por lo que la radiactividad de la muestra va disminuyendo (disminuyen los complejos Ac-Ag*). Se crea una recta R vs. [Ag].

### RIA de inhibición
Usado cuando no se puede marcar el antígeno.
1. Se inmoviliza una cantidad constante de antígeno en un soporte sólido. Se suele saturar con BSA (albúmina de suero bovino), leche en polvo o caseína para que no se una nada más al soporte.
2. Se añade una cantidad constante de Anticuerpo marcado y el antígeno frío a medir (o de calibrado). En este paso se establece una competencia en la que el Ac se une al Ag fijo al soporte o al problema.
3. Se eliminan el anticuerpo no inmovilizado y el antígeno soluble y se determina la cantidad de anticuerpo marcado que se ha inmovilizado.
4. Se construye una curva de calibrado representando la cantidad de anticuerpo marcado inmovilizado frente a la concentración de antígeno soluble añadida o bien se interpola la radiactividad medida en esta curva de calibrado.

### RIA (IRMA)
1. Se inmoviliza una concentración fija del Ac1 (no marcado) en un soporte sólido. Tras lo que se satura el soporte.
2. Se añade la muestra problema (o de calibrado) de Ag.
3. Se añade Ac*2 (marcado) que se una a otro epítopo del Ag.
4. Eliminación del Ac*2 no unido.
5. Se determina la cantidad de anticuerpo marcado unido.
6. A partir de una recta patrón se interpola el valor obtenido para saber la concentración de Ag presente o bien se realiza la recta de calibrado.

## Unión no específica
Normalmente se suelen obtener valores de radiactividad por encima del 0 cuando [Ag]=0, esto se debe a la unión no específica (NSB). Se suelen usar algunos pocillos para calcular el NSB que existe (haciendo un blanco de calibrado). Para ello se añade a un pocillo 1mL de suero+1mL de Ag*+XmL de Ag+(1-X)mL de suero y al no añadir Ac se realiza el mismo proceso y al lavar se mide la unión no específica.